# Un long chemin
Pour plus de détails, voir Fiche technique et Distribution.
Un long chemin (Долгий путь, Dolgiy put) est un film soviétique réalisé par Leonid Gaïdaï, sorti en 1956,.

## Fiche technique
- Photographie : Sergeï Poluianov
- Musique : Youri Birioukov
- Décors : Alekseï Utkin
- Montage : Eva Ladyjenskaia